# Giedrius Kuprevičius

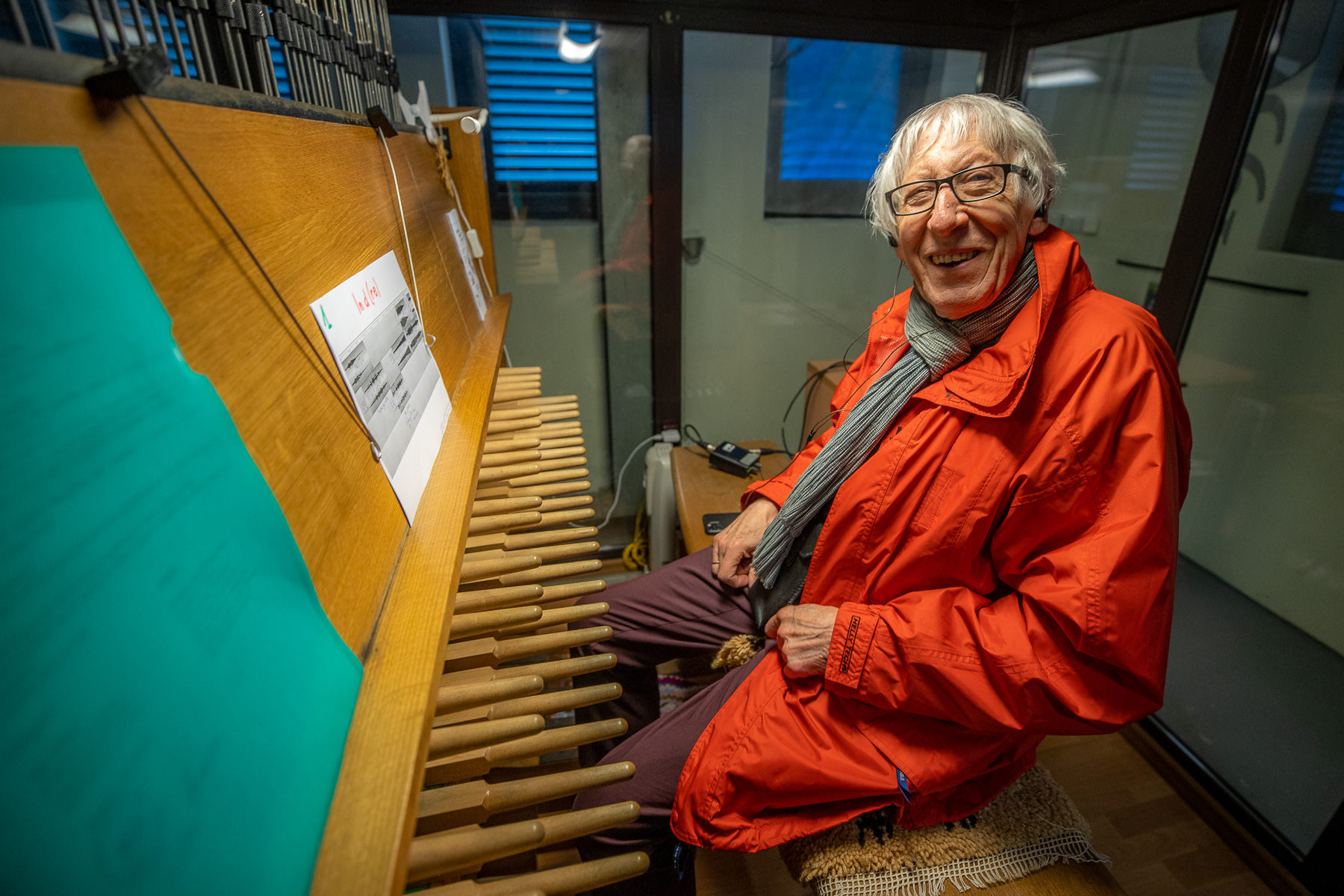

Giedrius Antanas Kuprevičius (* 8. April 1944 in Kaunas) ist ein litauischer Komponist und Musiker, Carilloneur sowie ehemaliger Politiker.

## Leben
Von 1958 bis 1962 absolvierte er die Kindermusikschule und lernte danach Komposition am Juozas-Gruodis-Konservatorium Kaunas, von 1962 bis 1968 studierte er an der Litauischen Musik- und Theaterakademie bei Eduardas Balsys.
Von 1988 bis 1990 war er erster stellvertretender Kulturminister Litauischen SSR.
Von 1990 bis 1999 lehrte als Dozent an der Vytautas-Magnus-Universität, von 1992 bis 1993 war er stellvertretender Bürgermeister von Kaunas. Von 2000 bis 2012 war er Dekan der Fakultät für Geisteswissenschaften an der Technischen Universität Kaunas (KTU). Er lehrte auch an der Medizinakademie der Litauischen Universität für Gesundheitswissenschaften, der Landwirtschaftsakademie der Vytautas-Magnus-Universität, der Universität Vilnius und  der Litauischen Musik- und Theaterakademie.
Sein Werk umfasst Opern, Musicals, Sinfonien, Kammermusik, Oratorien und Vokalzyklen. Seit 1957 spielt er das Carillon Kaunas, seit 1998 in leitender Funktion.